# فورث، تاسمانی
فورث (به انگلیسی: Forth) یک شهرک در استرالیا است که در تاسمانی واقع شده‌است.